# برهان نظام شاه الثاني
برهان نظام شاه الثاني (الوفاة 18 أبريل 1595) هو سابع سلاطين أحمد نجار من السلالة النظام شاهية، تولى الحُكم في الفترة الممتدة من سنة 1591 إلى 18 أبريل 1595. والده هو السُلطان «حسين نظام شاه الأول» ووالدته هي «خونزا همايون بيگم».